# Possession (film, 2009)
Pour les articles homonymes, voir Possession.

Possession est un film américain, un thriller psychologique réalisé par Joel Bergvall et Simon Sandquist, sorti en 2009. Il s'agit du remake du film sud-coréen Addicted réalisé par Park Young-hoon en 2002.

## Synopsis
Jess est une avocate qui a épousé un gentil sculpteur, Ryan. Roman, le frère de ce dernier, est un voyou fraîchement sorti de prison. N'ayant pas d'autre endroit où aller, il est hébergé par Ryan et Jess. À la suite d'une dispute, les deux frères ont un terrible accident de voiture qui les laisse dans le coma. Roman finit par se réveiller, prétendant être Ryan.

## Fiche technique
- Production : Doug Davison
- Dates de sortie :
  -  États-Unis : 9 mars 2010 (en DVD)
  -  France : 11 janvier 2011 (en DVD)
  -  Belgique : 2 mai 2013

## Distribution
- Sarah Michelle Gellar (VF : Claire Guyot ; VQ : Aline Pinsonneault)[1] : Jess
- Lee Pace (VQ : Gilbert Lachance) : Roman
- Michael Landes (VF : Arnaud Arbessier ; VQ : Nicolas Charbonneaux-Collombet) : Ryan
- Chelah Horsdal (VF : Déborah Perret ; VQ : Manon Arsenault) : Miranda
- Dhirendra (VQ : Antoine Durand) : Dr Rajan
- William B. Davis : l'hypnotiseur
- Tuva Novotny (VQ : Annie Girard) : Casey